# Jean-François Kesler
 (décembre 2020).
Si vous disposez d'ouvrages ou d'articles de référence ou si vous connaissez des sites web de qualité traitant du thème abordé ici, merci de compléter l'article en donnant les références utiles à sa vérifiabilité et en les liant à la section « Notes et références ».
Jean-François Kesler, né le 6 mai 1932 à Auxerre, est un haut fonctionnaire et responsable politique français.

## Biographie
Issu d'une famille d'ouvriers agricoles, il poursuit ses études à Paris, où il décroche une licence de lettres, avant d'intégrer Sciences Po en 1953, puis l'ENA en 1957 dans la même promotion que Jacques Chirac.
Militant pendant ses années étudiantes, il adhère à la Jeune République en 1954, et fait partie de sa direction. Il fréquente alors Michel Rocard ainsi que Paul Thibaud, militant du Mouvement de libération du Peuple. Membre du comité national de la Nouvelle gauche, il adhère à l'Union de la gauche socialiste à sa fondation, sans y avoir de responsabilités.
À sa sortie de l'ENA, en 1959, il est contrôleur général de la sécurité sociale, puis obtient l'année suivante un poste d'administrateur civil au Ministère de la santé.
Il reprend aussi une activité politique plus marquée. Il soutient activement la création du Parti socialiste unifié, en 1960, il participe aux activités du secteur formation du parti, dirigé par Jean Poperen.
Ayant soutenu une thèse de sociologie, il quitte le Ministère de la santé en 1962 pour un poste de chargé de travaux dirigés à la faculté de droit de Paris et d'attaché de recherche au CNRS. Il y mène une activité de recherche essentiellement centrée sur l'administration publique.
Il milite cependant dans l'Yonne, puis dans la Nièvre. Entré au Comité politique national du PSU en 1963, au titre de la motion B menée par Edouard Depreux, il participe à la campagne de François Mitterrand pour l'élection présidentielle de 1965 et prône le rapprochement avec la FGDS.
Au congrès de juin 1967, il passe dans la minorité du parti (tendance « Le parti devant la perspective de la gauche unie »). Après la refonte des structures nationales du parti en 1969, il n'est plus membre des instances dirigeantes.
Il quitte le PSU en 1972 pour rejoindre le nouveau Parti socialiste d'Epinay. Il est alors sollicité pour produire des rapports et notes, à titre « d'expert ».
Au sein du PS, il est d'abord proche de Gilles Martinet avec qui il entretient des liens d'amitiés mais ne le suit pas dans son rapprochement avec le CERES.
Dans la Nièvre, il est assistant parlementaire de Jacques Huyghues des Étages, à partir de 1973, secrétaire fédéral à la formation, secrétaire de la section socialiste de Château-Chinon et conseiller municipal de cette ville, fief électoral de François Mitterrand, de 1977 à 1989.
En 1974, il participe à la création de l'Institut socialiste d'histoire et de recherche (ISER), et à partir de cette date, contribue régulièrement à la Nouvelle revue socialiste (NRS), la revue théorique du Parti socialiste. 
En 1983, il est nommé directeur adjoint de l'ENA, il y crée notamment le département de formation continue. Il rejoint à cette occasion Force ouvrière, après avoir été successivement syndiqué à la CFTC, à la CGT, à la FEN et à la CFDT. Il est par la suite désigné comme représentant FO dans une section du Conseil économique et social.
En 1989, il seconde Pierre Bérégovoy dans la campagne municipale de Nevers, et siège au conseil municipal jusqu'en 1995.
En 1996, il obtient un poste de professeur d'université à la Sorbonne, jusqu'à sa retraite en 2000.
En 2002, il appelle à voter pour Jean-Pierre Chevènement à l'élection présidentielle et, dans la foulée, quitte le Parti socialiste.
En 2006, cependant, il reprend sa carte du PS pour s'engager dans la campagne présidentielle de Ségolène Royal.

## Ouvrages
- Avec Bernard Gournay et Jeanne Siwek-Pouydesseau, Administration publique, Paris, PUF, 1967
- Sociologie des fonctionnaires, Paris, PUF, coll. « Que sais-je ? », 1980.
- L’ENA la société l’État, Paris, Berger-Levrault, 1985
- De la gauche dissidente au nouveau Parti socialiste, les minorités qui ont rénové le PS, Toulouse, Privat, 1990
- Les Hauts Fonctionnaires, la politique et l’argent, Grandeur et décadence de l’État républicain, Paris, Albin Michel, 2006
- Le Pire des systèmes à l’exception de tous les autres, De l’énarchie, de la noblesse d’État et de la reproduction sociale, Paris, Albin Michel, 2007.
- Politique française, Paris, Ellipses, 2013

## Sources
- Dictionnaire biographique du mouvement social mouvement ouvrier, notice de Gilles Morin

- Notices d'autorité :   - VIAF
  - ISNI
  - BnF (données)
  - IdRef
  - LCCN
  - GND
  - Belgique
  - Pays-Bas
  - Suède
  - Tchéquie
  - WorldCat